# Hymn Boliwii
Canción Patriótica („Pieśń patriotyczna”) – hymn państwowy Boliwii. Został przyjęty w roku 1851. Słowa napisał José Ignacio de Sanjinés, a muzykę skomponował Leopoldo Benedetto Vincenti.

## Tekst hymnu
| I Bolivianos: el hado propicio coronó nuestros votos y anhelo; es ya libre, ya libre este suelo, ya cesó su servil condición. Al estruendo marcial que ayer fuera y al clamor de la guerra horroroso siguen hoy, en contraste armonioso, dulces himnos de paz y de unión. (bis) Coro: De la Patria el alto nombre en glorioso esplendor conservemos Y, en sus aras, de nuevo juremos ¡Morir antes que esclavos vivir! II Loor eterno a los bravos guerreros Cuyo heroico valor y firmeza Conquistaron las glorias que empiezan Hoy Bolivia feliz a gozar Que sus nombres el mármol y el bronce A remotas edades transmitan Y en sonoros cantares repitan: Libertad! Libertad! Libertad! (bis) Coro III Aquí alzó la justicia su trono Que la vil opresión desconoce Y en su timbre glorioso legose Libertad, libertad, libertad Esta tierra inocente y hermosa Que ha debido a Bolívar su nombre Es la patria feliz donde el hombre Vive el bien de la dicha y la paz (bis) Coro IV Si extranjero poder algún día, Sojuzgar a Bolivia intentare A destino fatal se prepare Que amenaza a soberbio invasor Que los hijos del grande Bolívar Hayan ya mil y mil veces jurado Morir antes que ver humillado De la patria el augusto pendón. (bis) Coro | I Boliwijczycy: sprzyjający los zwieńczył nasze gorące prośby; jest już wolna, już wolna ta ziemia, przestała już być niewolnicą. Huk wojny i przerażającą wrzawę, które wczoraj było słychać zastąpiły dziś, w harmonijnym kontraście, słodkie hymny pokoju i jedności (bis) Refren: Szlachetne imię Ojczyzny w sławie i blasku zachowajmy; i na jej ołtarzu na nowo przysięgnijmy: Prędzej umrzeć niż żyć w niewoli! II Chwała dzielnym wojownikom, którzy heroizmem i wytrwałością wywalczyli wolność i sławę, którą zaczyna się dziś cieszyć szczęśliwa Boliwia. Niech ich imiona marmur i brąz następnym wiekom przekazują i głośnym śpiewem powtarzają: Wolność! Wolność! Wolność! (bis) Refren III Tutaj Sprawiedliwość wzniosła swój tron, którego nie uznaje podły ucisk. i chwalebnym tonem przekazuje: Wolność, wolność, wolność! Ta ziemia piękna i niewinna, która Bolivarowi zawdzięcza swą nazwę, jest szczęśliwą ojczyzną, gdzie człowiek żyje w szczęściu i pokoju. (bis) Refren IV Jeśli obca siła pewnego dnia zniewolić Boliwię by spróbowała, niech się szykuje na straszny los który grozi pysznemu najeźdźcy. Bo synowie wielkiego Bolivara już tysiące razy przysięgali umrzeć prędzej, niż ujrzeć zhańbionym dostojny sztandar Ojczyzny. (bis) |